# Теория функционала плотности
Теория функционала плотности (англ. density functional theory, DFT) — метод расчёта электронной структуры систем многих частиц в квантовой физике и квантовой химии. В частности, применяется для расчёта электронной структуры молекул и конденсированного вещества. Является одним из наиболее широко используемых и универсальных методов в вычислительной физике и вычислительной химии. Твёрдое тело рассматривается как система, состоящая из большого числа одинаково взаимодействующих между собой электронов, удерживаемых вместе решёткой из атомных ядер. Основная идея метода заключается в использовании понятия электронной плотности в основном состоянии, её распределение описывается одночастичным уравнением Шрёдингера.

## Введение

### Модель Томаса — Ферми
Методу теории функционала плотности предшествовала модель Томаса — Ферми, развитая Л. Томасом и Энрико Ферми в 1927 г. Они рассчитали энергию атома как сумму его кинетической энергии, представленной в виде функционала электронной плотности, и потенциальной энергии взаимодействия электронов с ядром и друг с другом; энергия взаимодействия также была выражена через электронную плотность.
Несмотря на заметную роль, которую модель Томаса — Ферми сыграла в развитии квантовой механики, её точность была недостаточной, поскольку не учитывалось обменное взаимодействие, в отличие, например, от метода Хартри — Фока. В 1928 г. Поль Дирак уточнил функционал энергии в модели Томаса — Ферми, добавив к нему слагаемое, описывающее обменное взаимодействие (это слагаемое также имело вид функционала электронной плотности).
Несмотря на это, для ряда применений модель Томаса — Ферми — Дирака не давала удовлетворительного результата. Основным источником погрешности являлось выражение кинетической энергии, приводящее к погрешности в вычислении обменной энергии. Кроме того, не учитывалась энергия электронной корреляции.

### Теоремы Хоэнберга — Кона
Хотя теория функционала плотности и базируется на ставшей классической модели Томаса — Ферми, надёжное теоретическое обоснование под неё было подведено только с формулировкой теорем Хоэнберга — Кона (названных так в честь Пьера Хоэнберга и Уолтера Кона).
В первой теореме доказано, что свойства основного состояния многоэлектронной системы определяются только электронной плотностью, зависящей от трех координат. Данная теорема сводит задачу об описании много-электронной системы из N электронов с 3N пространственными координатами к описанию функционала электронной плотности с тремя координатами.
Вторая теорема представляет собой вариационный принцип квантовой механики, сформулированный для функционала плотности, и утверждает, что энергия электронной подсистемы, записанная как функционал электронной плотности, имеет минимум, равный энергии основного состояния.
Первоначально теоремы Хоэнберга — Кона были сформулированы только для основного состояния электронной подсистемы в отсутствие магнитного поля. Они могут быть обобщены путём введения зависимости от времени, что позволяет использовать этот формализм для расчета состояний возбуждённых электронов.

## Описание метода
Традиционные методы определения электронной структуры, в частности, метод Хартри — Фока и производные от него, описывают систему с помощью многоэлектронной волновой функции. Основная цель теории функционала плотности — при описании электронной подсистемы заменить многоэлектронную волновую функцию электронной плотностью. Это ведет к существенному упрощению задачи, поскольку многоэлектронная волновая функция зависит от {\displaystyle 3N} переменных — по 3 пространственных координаты на каждый из {\displaystyle N} электронов, в то время как плотность — функция лишь трёх пространственных координат.
Как правило, метод теории функционала плотности используется совместно с формализмом Кона — Шэма, в рамках которого трудноразрешимая задача об описании нескольких взаимодействующих электронов в статическом внешнем поле (атомных ядер) сводится к более простой задаче о независимых электронах, которые движутся в некотором эффективном потенциале. Этот эффективный потенциал включает в себя статический потенциал атомных ядер, а также учитывает кулоновские эффекты, в частности, обменное взаимодействие и электронную корреляцию.
Описание двух последних взаимодействий и представляет собой основную сложность метода теории функционала плотности в формулировке Кона — Шэма. Простейшим приближением здесь является приближение локальной плотности, основанное на точном расчёте обменной энергии для пространственно однородного электронного газа, который может быть выполнен в рамках модели Томаса — Ферми, и из которого можно получить также и корреляционную энергию электронного газа.
Метод теории функционала плотности широко применяется для расчётов в физике твёрдого тела с 1970-х годов. В ряде случаев даже использование простого приближения локальной плотности дает удовлетворительные результаты, соответствующие экспериментальным данным, причём вычислительная сложность метода невысока относительно других подходов к проблеме многих частиц в квантовой механике. Тем не менее, долгое время метод был недостаточно точен для расчётов в области квантовой химии, пока в 1990-х годах не произошёл заметный сдвиг в описании обменного и корреляционного взаимодействий. В настоящее время метод теории функционала плотности является главным подходом в обеих областях. Впрочем, несмотря на прогресс в теории, все ещё имеются проблемы в приложении метода к описанию межмолекулярных сил, в особенности Ван-дер-Ваальсовых сил и дисперсионного взаимодействия, а также в расчётах ширины запрещённой зоны в полупроводниках.
Сложности с расчётом дисперсионного взаимодействия в рамках теории функционала плотности (которые возникают, как минимум, в том случае, когда этот метод не дополняется другими) делают метод теории функционала плотности малопригодным для систем, в которых дисперсионные силы являются преобладающими (например, при рассмотрении взаимодействия между атомами благородных газов) или систем, в которых дисперсионные силы имеют тот же порядок, что и другие взаимодействия (например, в органических молекулах).
Решение этой проблемы является предметом современных исследований.

## Формальное обоснование метода
Согласно приближению Борна — Оппенгеймера, которое применяется в большинстве расчётов электронной структуры, ядра, входящие в состав рассматриваемой системы, считаются неподвижными. Электростатический потенциал {\displaystyle V}, создаваемый этими «неподвижными» ядрами, является внешним для электронов. Стационарное состояние электронов описывается волновой функцией {\displaystyle \Psi ({\vec {r}}_{1},\;\ldots ,\;{\vec {r}}_{N})}, которая является решением уравнения Шрёдингера
{\displaystyle H\Psi =[T+V+U]\Psi =\left[\sum _{i}^{N}-{\frac {\hbar ^{2}}{2m}}\nabla _{i}^{2}+\sum _{i}^{N}V({\vec {r}}_{i})+\sum _{i<j}U({\vec {r}}_{i},\;{\vec {r}}_{j})\right]\Psi =E\Psi ,}
где {\displaystyle H} — гамильтониан электронной подсистемы, {\displaystyle N} — количество электронов, {\displaystyle U} описывает электрон-электронное взаимодействие. Операторы {\displaystyle T} и {\displaystyle U} одинаковы для всех систем, в то время как вид {\displaystyle V} зависит от конкретной системы. Как видно, основное отличие одночастичной задачи от задачи многих тел состоит в наличии слагаемого, описывающего электрон-электронное взаимодействие, {\displaystyle U}. Существует большое количество методов решения многочастичного уравнения Шрёдингера, основанных на разложении волновой функции с использованием определителя Слэтера. Простейший из них — метод Хартри — Фока, на основе которого развит ряд современных методов. Общей проблемой для них является значительная вычислительная трудоёмкость, из-за которой область применения метода Хартри — Фока и производных от него ограничена не слишком большими системами.
Метод теории функционала плотности в значительной степени решает проблему расчёта систем, включающих большое число частиц, путём сведения задачи о системе многих тел с потенциалом электрон-электронного взаимодействия {\displaystyle U} к одночастичной задаче, в которой слагаемое {\displaystyle U} отсутствует.
Плотность частиц, {\displaystyle n({\vec {r}})}, с помощью которой и строится формализм теории функционала плотности, задается выражением:
{\displaystyle n({\vec {r}})=N\int d^{3}r_{2}\int d^{3}r_{3}\ldots \int d^{3}r_{N}\Psi ^{*}({\vec {r}},\;{\vec {r}}_{2},\;\ldots ,\;{\vec {r}}_{N})\Psi ({\vec {r}},\;{\vec {r}}_{2},\;\ldots ,\;{\vec {r}}_{N}).}
Хоэнберг и Кон в 1964 показали, что это выражение может быть обращено: по заданной плотности частиц в основном состоянии, {\displaystyle n_{0}({\vec {r}})}, можно найти соответствующую волновую функцию основного состояния {\displaystyle \Psi _{0}({\vec {r}}_{1},\;\ldots ,\;{\vec {r}}_{N})}. Иными словами, {\displaystyle \Psi _{0}} — единственный функционал от {\displaystyle n_{0}}, то есть
{\displaystyle \Psi _{0}=\Psi _{0}[n_{0}],}
а, следовательно, все остальные наблюдаемые физические величины {\displaystyle O} также являются функционалами {\displaystyle n_{0}}:
{\displaystyle \langle O\rangle [n_{0}]=\langle \Psi _{0}[n_{0}]\mid O\mid \Psi _{0}[n_{0}]\rangle .}
В частности, для энергии основного состояния можно записать
{\displaystyle E_{0}=E[n_{0}]=\langle \Psi _{0}[n_{0}]\mid T+V+U\mid \Psi _{0}[n_{0}]\rangle ,}
где вклад внешнего потенциала {\displaystyle \langle \Psi _{0}[n_{0}]\mid V\mid \Psi _{0}[n_{0}]\rangle } может быть переписан через плотность частиц:
{\displaystyle V[n]=\int V({\vec {r}})n({\vec {r}})\,d^{3}r.}
Функционалы {\displaystyle T[n]} и {\displaystyle U[n]} одинаковы для всех систем, а {\displaystyle V[n]}, очевидно, зависит от вида рассматриваемой системы. Для заданной системы вид {\displaystyle V} известен, и можно минимизировать функционал
{\displaystyle E[n]=T[n]+U[n]+\int V({\vec {r}})n({\vec {r}})\,d^{3}r}
относительно распределения плотности частиц {\displaystyle n({\vec {r}})}, если, конечно, имеются выражения для {\displaystyle T[n]} и {\displaystyle U[n]}. В результате минимизации получается плотность частиц в основном состоянии {\displaystyle n_{0}}, а вместе с ней и все наблюдаемые в основном состоянии величины.
Вариационная задача отыскания минимума функционала энергии {\displaystyle E[n]} может быть решена с помощью метода множителей Лагранжа, как это и было сделано Коном и Шэмом в 1965 г. Таким образом, функционал энергии в приведённом выше выражении может быть записан как эффективный функционал плотности частиц в одночастичной системе:
{\displaystyle E_{s}[n]=\langle \Psi _{s}[n]\mid T_{s}+V_{s}\mid \Psi _{s}[n]\rangle ,}
где {\displaystyle T_{s}} означает кинетическую энергию свободной частицы, а {\displaystyle V_{s}} — эффективный внешний потенциал для электронной подсистемы. Ясно, что {\displaystyle n_{s}({\vec {r}})\,{\stackrel {\mathrm {def} }{=}}\,n({\vec {r}})} если {\displaystyle V_{s}} взят в виде
{\displaystyle V_{s}=V+U+(T-T_{s}).}
Решение так называемых уравнений Кона — Шэма для вспомогательной системы, из которой исключено электрон-электронное взаимодействие,
{\displaystyle \left[-{\frac {\hbar ^{2}}{2m}}\nabla ^{2}+V_{s}({\vec {r}})\right]\varphi _{i}({\vec {r}})=\varepsilon _{i}\varphi _{i}({\vec {r}}),}
даёт орбитали {\displaystyle \varphi _{i}}, по которым восстанавливается электронная плотность {\displaystyle n({\vec {r}})} исходной многочастичной системы:
{\displaystyle n({\vec {r}})\,{\stackrel {\mathrm {def} }{=}}\,n_{s}({\vec {r}})=\sum _{i}^{N}|\varphi _{i}({\vec {r}})|^{2}.}
Эффективный одночастичный потенциал {\displaystyle V_{s}} записывается как
{\displaystyle V_{s}=V+\int {\frac {e^{2}n_{s}({\vec {r}}\,')}{|{\vec {r}}-{\vec {r}}\,'|}}\,d^{3}r'+V_{\mathrm {XC} }[n_{s}({\vec {r}})],}
где второе слагаемое — слагаемое Хартри — описывает электрон-электронное кулоновское отталкивание, а последнее слагаемое {\displaystyle V_{\rm {XC}}} называется обменно-корреляционным потенциалом. Здесь {\displaystyle V_{\mathrm {XC} }} включает все многочастичные взаимодействия.
Поскольку слагаемое Хартри и член {\displaystyle V_{\mathrm {XC} }} зависят от плотности {\displaystyle n({\vec {r}})}, которая зависит от {\displaystyle \varphi _{i}}, которая, в свою очередь, зависит от {\displaystyle V_{s}}, решение самосогласованных уравнений Кона — Шэма может быть произведено с помощью итеративной процедуры последовательных приближений. Как правило, отталкиваясь от начального приближения для {\displaystyle n({\vec {r}})}, рассчитывается соответствующее слагаемое {\displaystyle V_{s}}, для которого затем решаются уравнения Кона — Шэма, из которых получается {\displaystyle \varphi _{i}}. Отсюда можно получить следующее приближение для плотности и т. д.

## Приближения
Основная проблема, связанная с методом теории функционала плотности, заключается в том, что точные аналитические выражения для функционалов обменной и корреляционной энергии известны только для частного случая газа свободных электронов. Тем не менее, существующие приближения позволяют рассчитать ряд физических величин с достаточной точностью. В физических приложениях наиболее распространено приближение локальной плотности (LDA), в котором принято, что функционал, вычисляемый для некоторой точки пространства, зависит только от плотности в этой точке:
{\displaystyle E_{\mathrm {XC} }[n]=\int \varepsilon _{\mathrm {XC} }(n)n(r)\,d^{3}r.}
Приближение локальной спиновой плотности (LSDA) является непосредственным обобщением приближения локальной плотности, учитывающим спин электрона:
{\displaystyle E_{\mathrm {XC} }[n_{\uparrow },\;n_{\downarrow }]=\int \varepsilon _{\mathrm {XC} }(n_{\uparrow },\;n_{\downarrow })n(r)\,d^{3}r.}
Достаточно точное выражение для плотности обменно-корреляционной энергии {\displaystyle \varepsilon _{\mathrm {XC} }(n_{\uparrow },\;n_{\downarrow })} было получено с помощью квантового метода Монте-Карло при расчётах газа свободных электронов.
Метод обобщённого градиентного приближения (GGA) также является локальным, но, в отличие от метода локальной плотности, учитывает градиент плотности в точке рассмотрения:
{\displaystyle E_{\mathrm {XC} }[n_{\uparrow },\;n_{\downarrow }]=\int \varepsilon _{\mathrm {XC} }(n_{\uparrow },\;n_{\downarrow },\;{\vec {\nabla }}n_{\uparrow },\;{\vec {\nabla }}n_{\downarrow })n(r)\,d^{3}r.}
Использование этого приближения дает хорошие результаты при расчете геометрии и энергии основного состояния молекул.
Существуют и более точные приближения, которые в значительной степени позволяют решить проблему вычисления функционала обменно-корреляционной энергии.

## Обобщение на случай магнитного поля
Формализм метода теории функционала плотности нарушается в условиях наличия векторного потенциала, в частности, в присутствии магнитного поля. В этом случае не существует взаимно однозначного соответствия между электронной плотностью и внешним потенциалом (атомных ядер). Попытки обобщения формализма для учёта эффектов, связанных с магнитным полем, вылились в две разных теории: в теорию функционала плотности с учётом вектора плотности тока, и в теорию функционала плотности с учётом магнитного поля. В обоих случаях функционал обменно-корреляционной энергии обобщается и становится зависящим не только от электронной плотности. В первом подходе, развитом Vignale и Rasolt, помимо электронной плотности, аргументом является ещё и плотность тока. Во втором подходе (Salsbury, Grayce, Harris) дополнительным аргументом функционала служит магнитное поле, и вид функционала зависит от вида магнитного поля. Для обоих методов вычисление обменно-корреляционной энергии за рамками приближения локальной плотности (вернее, его обобщения на случай магнитного поля) оказалось весьма сложным.

## Применения
На практике, метод Кона — Шэма может быть применён несколькими различными способами, в зависимости от цели исследования. В расчётах для физики твёрдого тела до сих пор широко используется приближение локальной плотности, вкупе с базисом плоских волн. Для расчётов электронной структуры молекул требуются более сложные выражения для функционалов. Так, большое число приближенных функционалов для расчёта обменно-корреляционного взаимодействия было развито для задач химии. Некоторые из них противоречат приближению пространственно однородного электронного газа, но, тем не менее, в пределе при переходе к электронному газу должны сводиться к приближению локальной плотности.
Для расчётов физических задач наиболее часто применяется, по-видимому, уточнённая обменная модель Perdew — Burke — Ernzerhof, однако известно, что она приводит к ошибкам в калориметрических параметрах, будучи приложенной к расчётам молекул в газовой фазе.
В расчётах квантовой химии одним из распространённых является вид обменно-корреляционного функционала, называемый BLYP (Becke, Lee, Yang, Parr). Еще более широко распространено приближение B3LYP, которое основано на гибридном функционале, в котором обменная энергия рассчитывается с привлечением точного результата, полученного методом Хартри — Фока.
В целом, текущее состояние метода теории функционала плотности таково, что невозможно оценить погрешность расчёта, не сравнивая его результаты с другими подходами или с результатами экспериментов.

## Программное обеспечение, которое реализует метод теории функционала плотности
| - Abinit — использует метод псевдопотенциала - ADF - AIMPRO - Atomistix Toolkit - CADPAC - CASTEP - CP2K - CPMD - CRYSTAL06 - DACAPO - DALTON - deMon2K - DFT++ - DMol3 - EXCITING: полный потенциал, метод линеаризованных присоединённых плоских волн (LAPW) - Fireball - GAMESS (UK) - GAMESS (US) - GAUSSIAN - HyperChem - JAGUAR - TB-LMTO-47 — метод линеаризованных маффин-тин орбиталей | - MOLCAS - MOLPRO - MPQC - NRLMOL - NWChem - OCTOPUS - OpenMX - ORCA - ParaGauss Архивная копия от 29 сентября 2007 на Wayback Machine - PC GAMESS начиная с версии 6.4 - PLATO — метод линейной комбинации атомных орбиталей - ПРИРОДА - PWscf (Quantum-ESPRESSO) — использует метод псевдопотенциала - Q-Chem - SIESTA — линейно-масштабируемый метод теории функционала плотности, использует метод псевдопотенциала - Spartan - S/PHI/nX - TURBOMOLE - VASP — использует метод псевдопотенциала - WIEN2k — полный потенциал, метод линеаризованных присоединённых плоских волн (LAPW) |